# 쉐보레 익스프레스
쉐보레 익스프레스(Chevrolet Express)는 제너럴 모터스 산하의 쉐보레가 생산, 판매하는 승합차, 밴, 소형 트럭 및 버스이다. 대한민국에서는 이 차를 기반으로 한 컨버전 밴인 스타크래프트가 다니는 것으로 알려져 있다. 형제 차종으로 GMC 사바나가 있다.
1995년, 체비밴의 후속 차종으로 출시되었다. 2003년부터 페이스 리프트를 거쳤다.

## 경쟁 차종
- 현대자동차 - 스타렉스, 쏠라티
- 기아자동차 - 트라벨로
- 토요타 자동차 - 하이에이스
- 닛산 자동차 - 캐러밴, NV2500
- 메르세데스-벤츠 - 스프린터
- 포드 - 트랜싯 커스텀, 트랜싯
- 폭스바겐 - 트랜스포터, 크래프터
  - MAN - TGE
- 오펠 - 비바로, 모바노
- 피아트 - 듀카토
- 르노 - 트래픽, 마스터
- 이베코 - 데일리
- UAZ - 부한카
- 닷지 - 램 - 프로마스터

## 보드게임의 한 종류

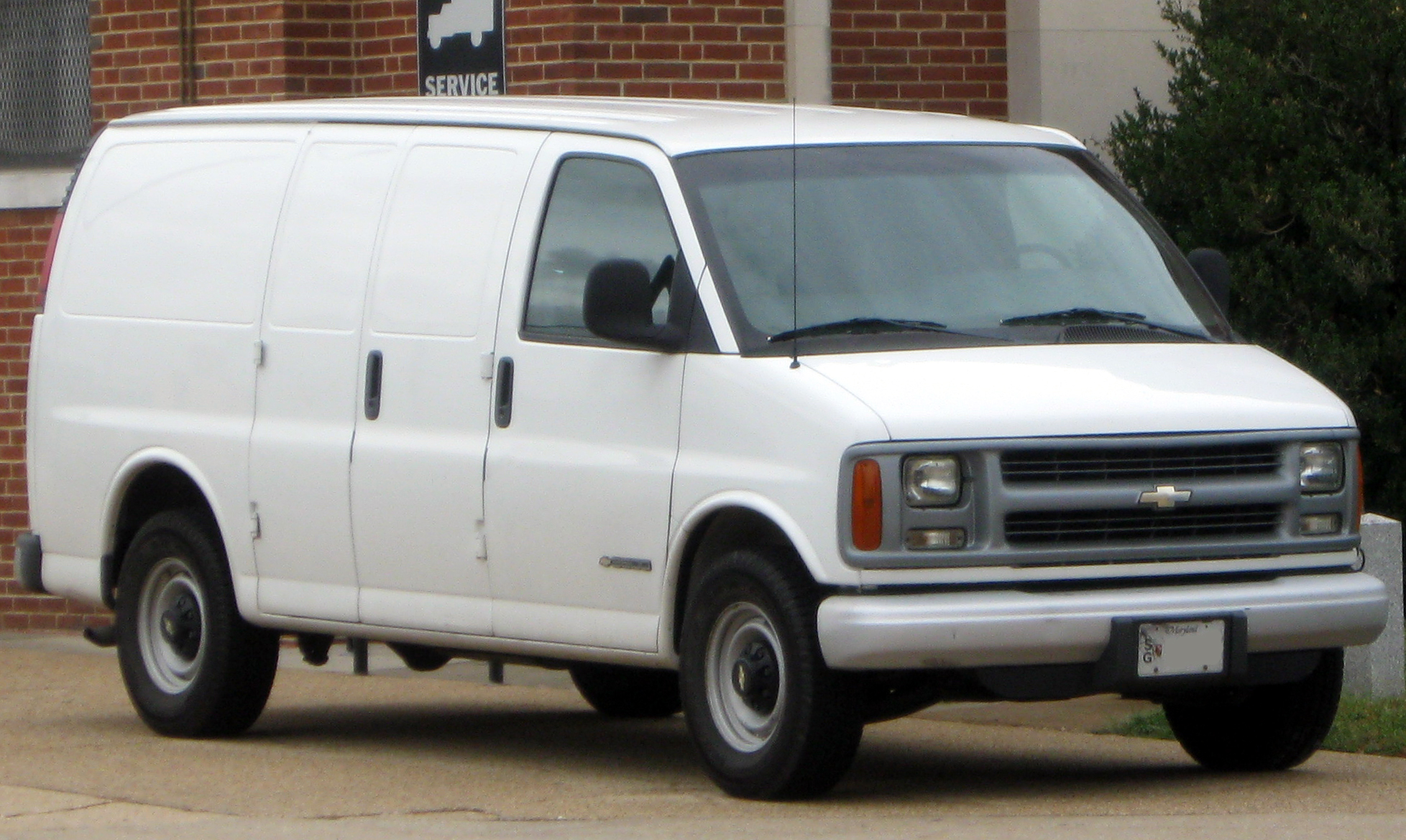
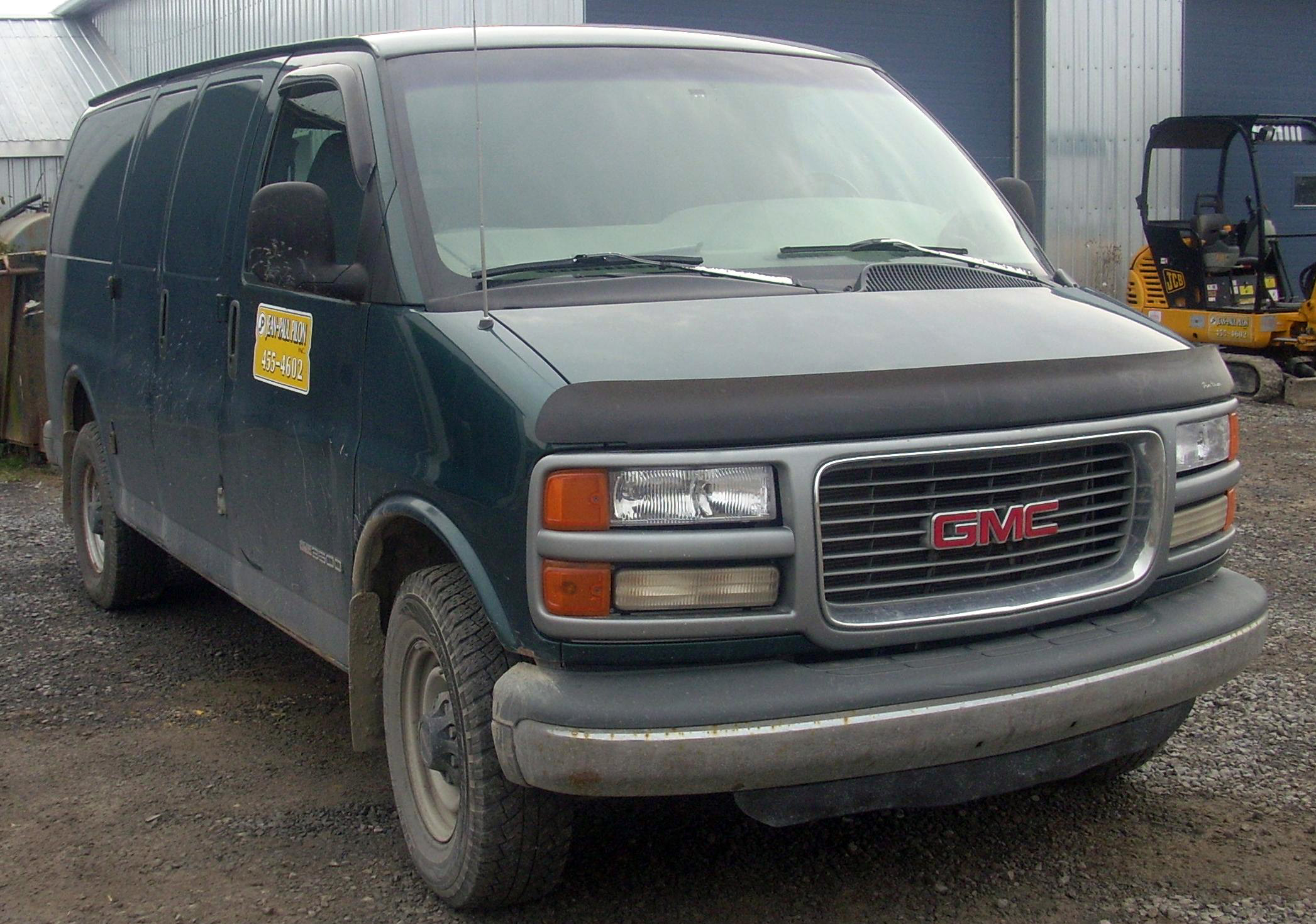
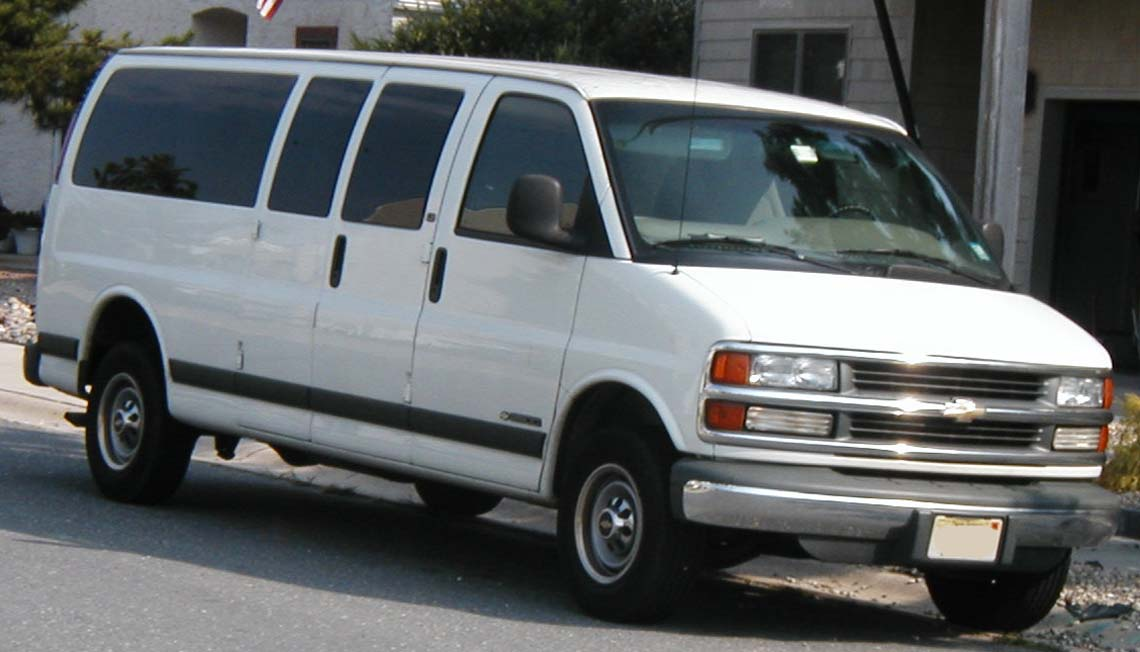
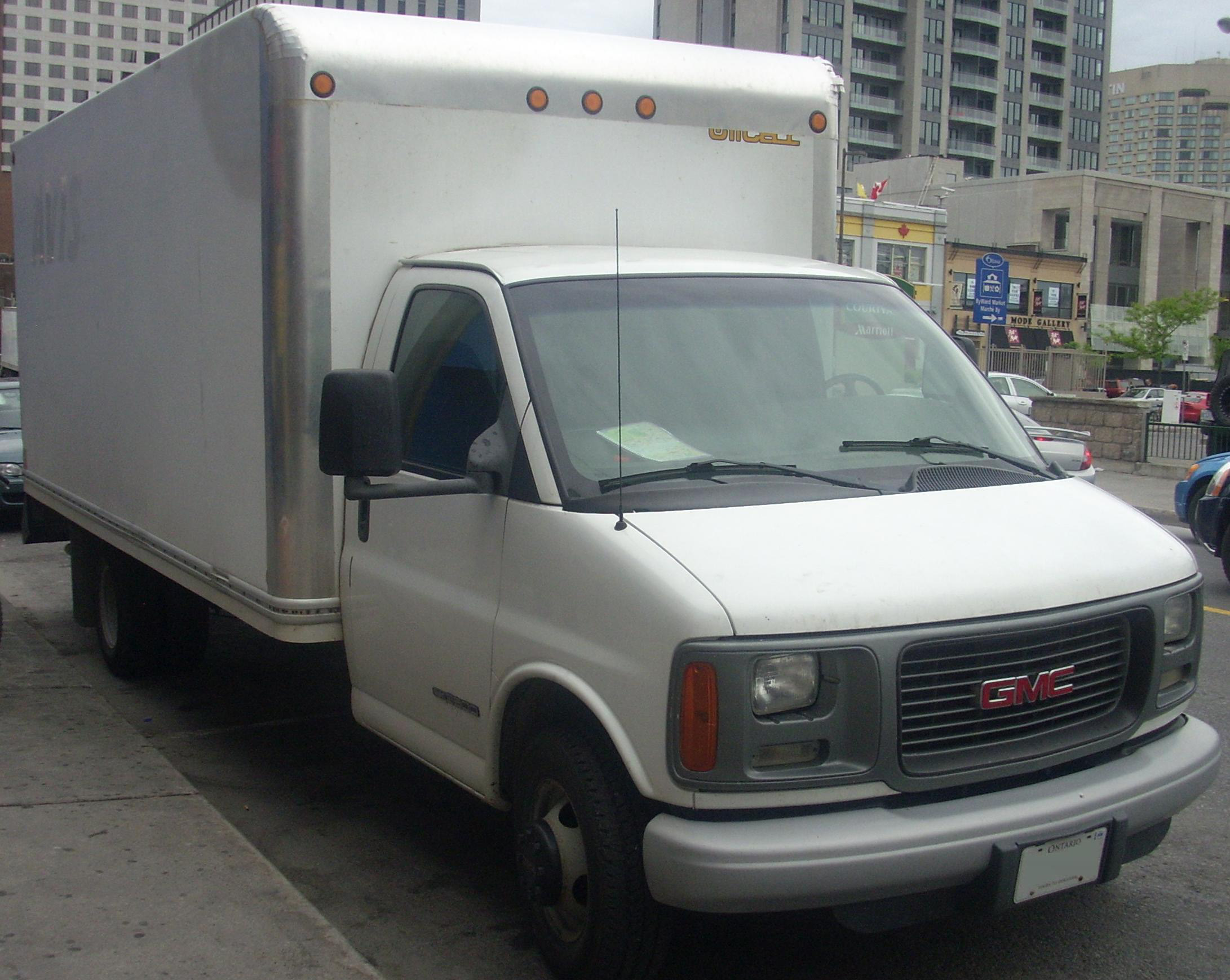
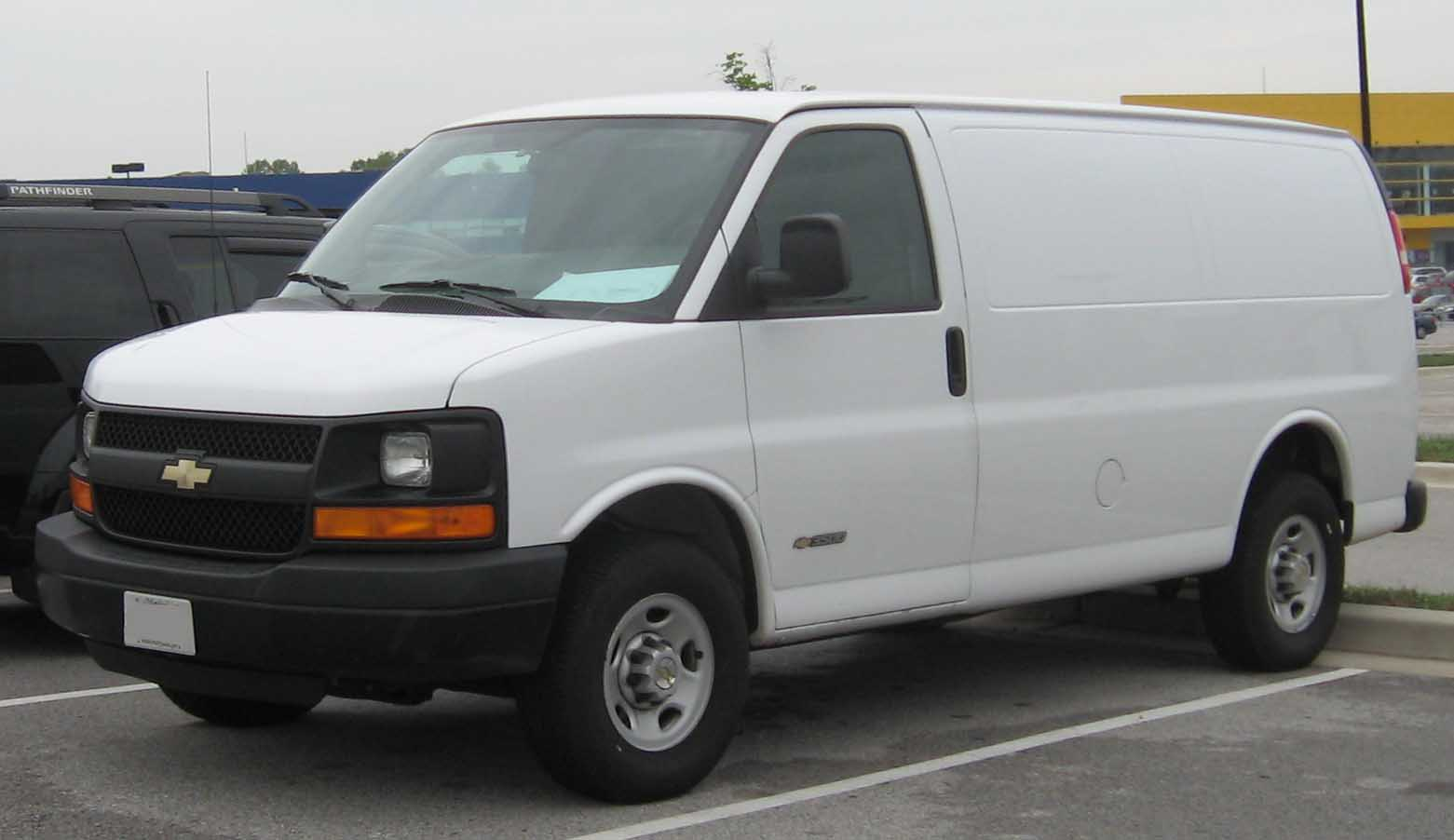
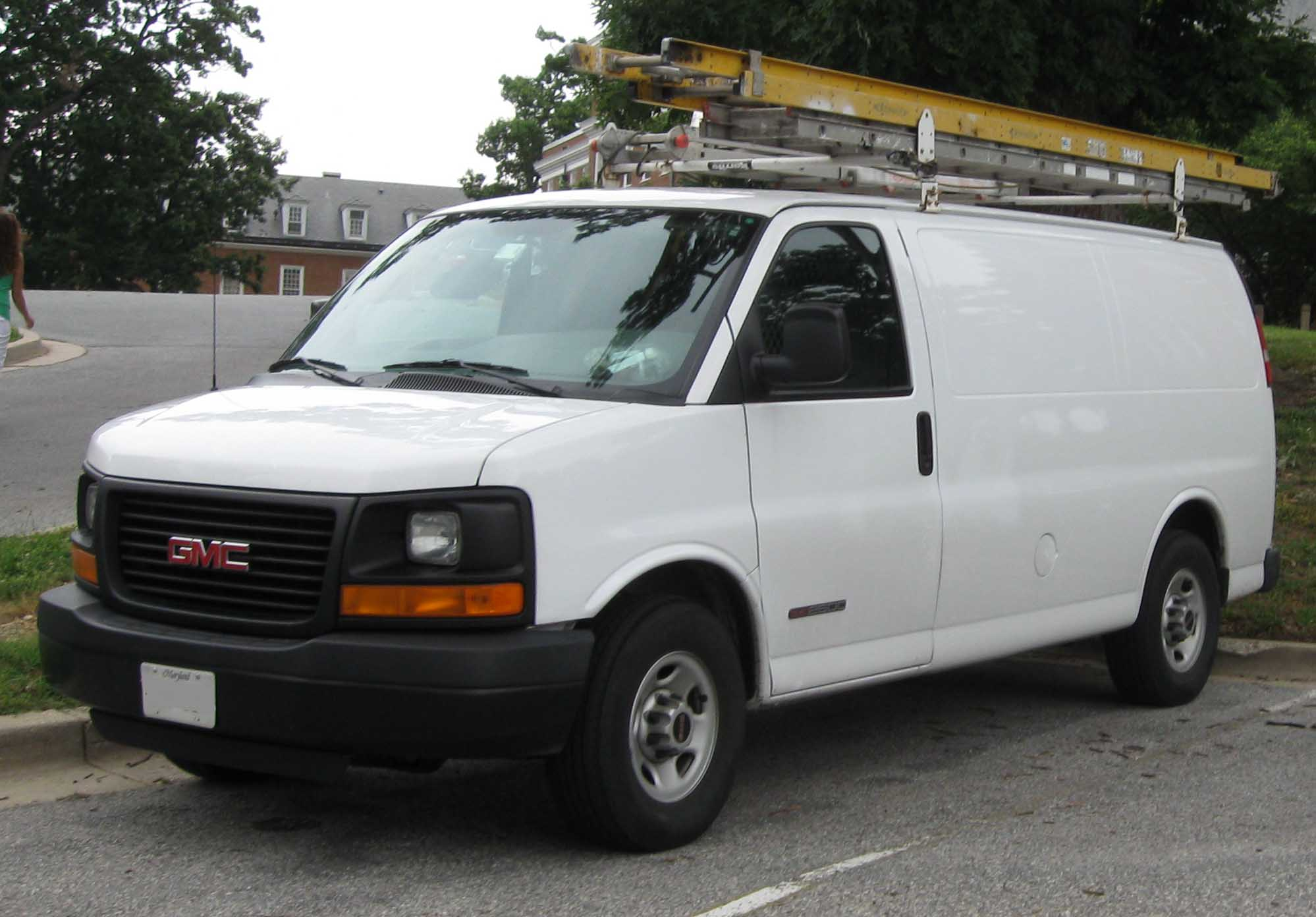
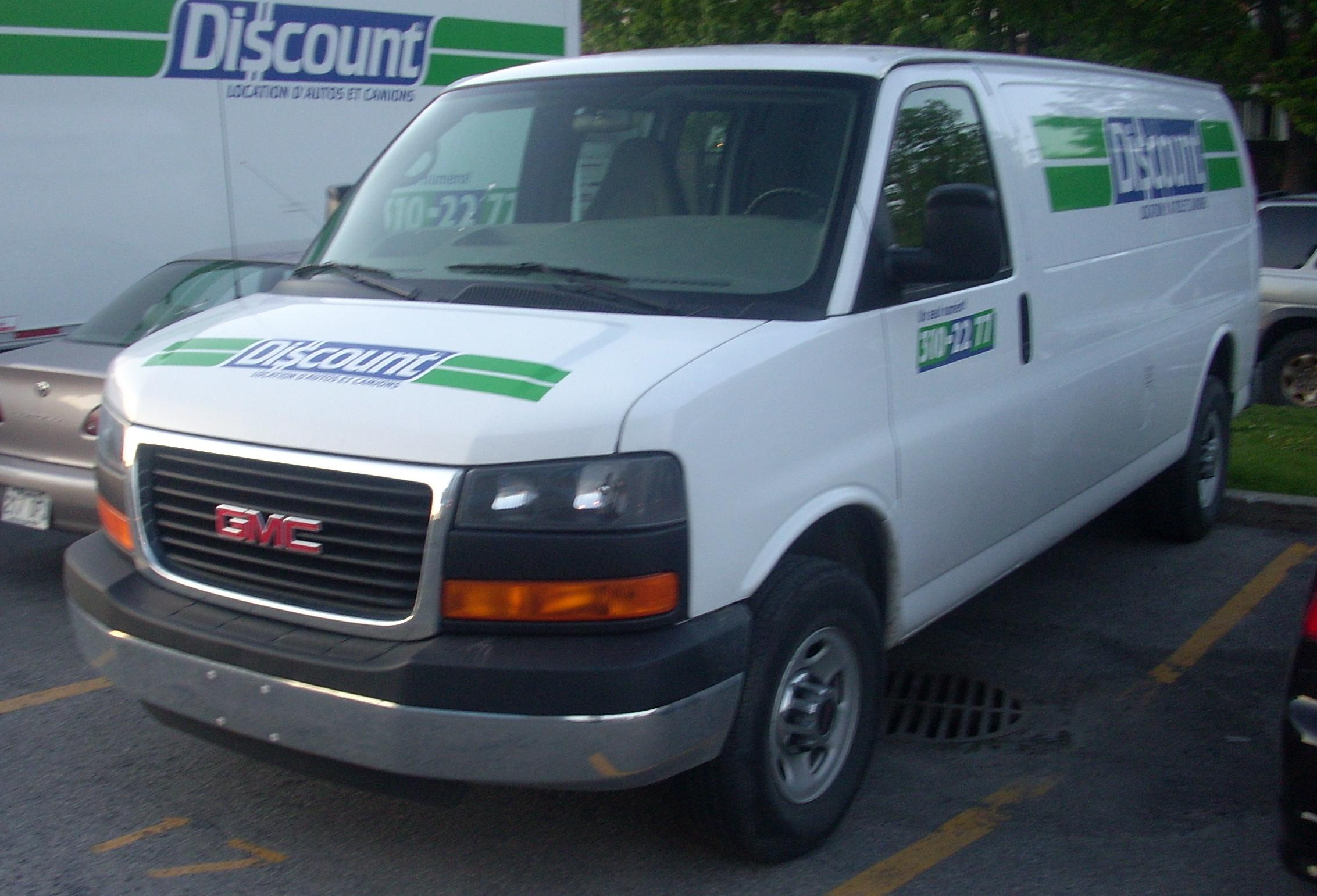
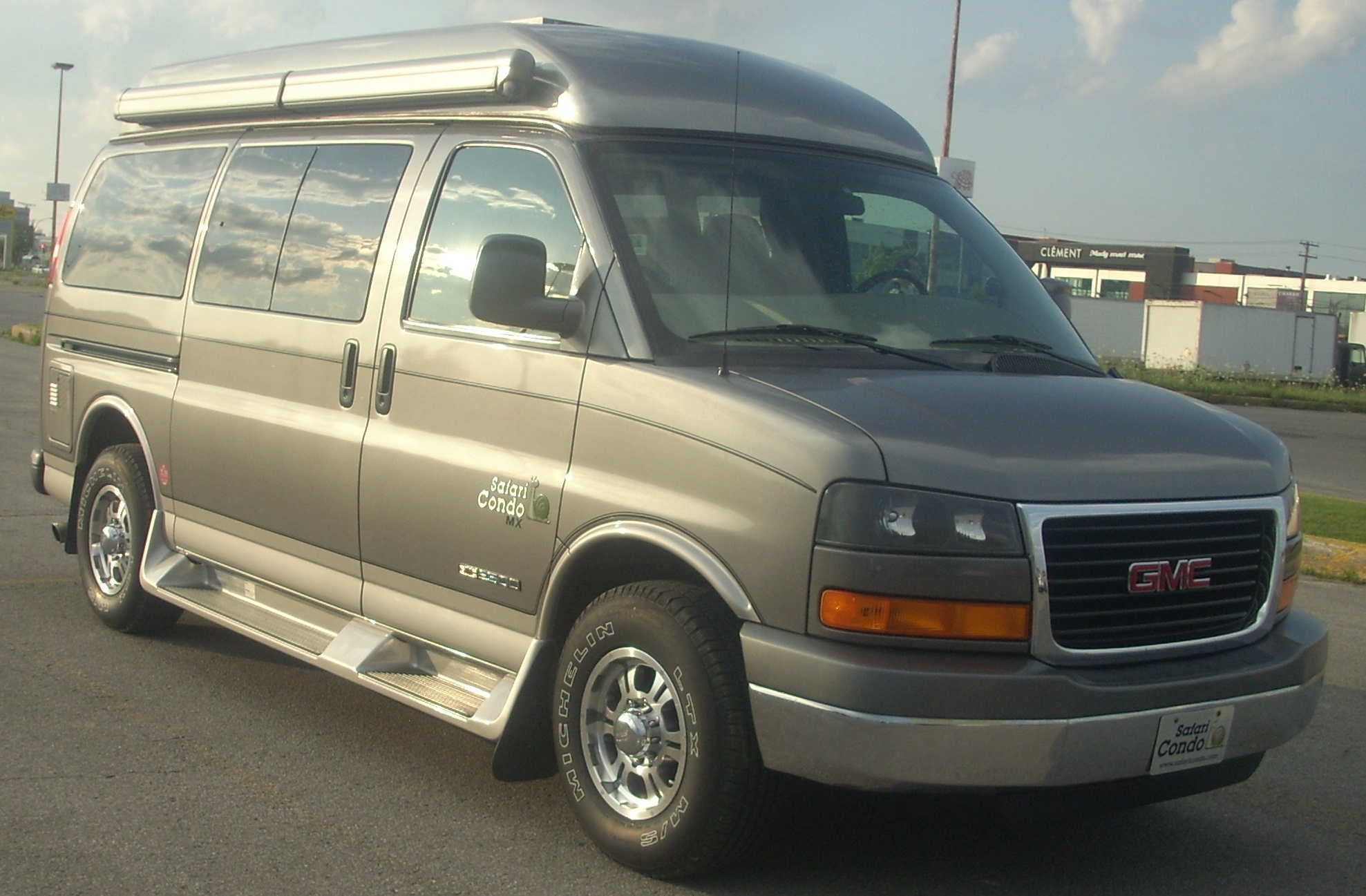

- 콜트 익스프레스 문서로.